# Ronny & Julia
Ronny & Julia är en bokserie av Måns Gahrton & Johan Unenge. En svensk TV-serieversion blev SVT:s julkalender år 2000.

## Böcker
- Ronny & Julia : en historia om en som vill bli omtyckt - 1995
- Ronny & Julia längtar - 1996 (återutgiven 2004)
- Ronny & Julia och tjejbacillerna - 1997
- Ronny & Julia sover över - 1998
- Ronny & Julia får en hund - 1999
- Ronny & Julia tror på tomten - 2000
- Ronny & Julia bästa kompisar - 2001
- Ronny & Julia rymmer - 2002
- Ronny & Julia börjar skolan - 2003
- Ronny & Julia och en miljon monster - 2005
- Ronny & Julia börjar skolan - 2005
- Ronny & Julia börjar skolan - 2006
- Ronny & Julia: läskigt och roligt - 2007

### Fotnoter
1. ↑  ”Ronny & Julia” (på engelska). Worldcat. https://www.worldcat.org/search?q=%22Ronny+%26+Julia%22&fq=&dblist=638&se=yr&sd=asc&fc=yr:_25&qt=show_more_yr%3A&cookie. Läst 11 december 2014.